# Hubertushof (Luksemburg)
Hubertushof (lb. Hubertushaff) – mała miejscowość (lieu-dit) w środkowym Luksemburgu, w kantonie Diekirch, w gminie Feulen. Do 3 października 2015 miejscowość leżała w dystrykcie Diekirch.